# Club Deportivo Zamora
El Club Deportivo Zamora fue un equipo mexicano de fútbol profesional fundado el 26 de diciembre de 1950 que radicaba en la ciudad de Zamora, en el estado de Michoacán. 
Fue uno de los 7 equipos que dieron creación a la Segunda División de México, donde jugaría cinco años continuos para después lograr a ascender a la Primera División de México en 1955, hecho que lo convirtió en el segundo equipo michoacano en participar en la máxima categoría del fútbol mexicano, siendo el primero La Piedad.
El club solo participó en 4 temporadas del máximo circuito en dos etapas, la inicial en el campeonato de 1955-56, siendo su primera campaña y donde a la postre terminó descendiendo, y la segunda de 1957 a 1960, tampoco pudiendo mantener la categoría.

## Historia

### Origen
El antecedente directo y base del futuro equipo fue el Club Deportivo Nacional Zamora. En el año 1950 y previo al inicio de la Segunda División de México, el conjunto llegó a mantener varios encuentros de carácter amistoso frente a equipos de Jalisco y del centro del país. El 9 de abril enfrentó al Río Grande de El Salto, al que vencería en un Parque Juan Carreño completamente lleno por marcador de 5 a 3 goles, con dobletes de Patiño y Valadez, y un tanto de Mora. Los días 19 y 20 de noviembre sostuvo una serie de dos partidos contra la selección de la Universidad de Guadalajara, equipo que también aspiraba a ser aceptado en la mencionada división.

### La fundación y primera etapa
El 26 de diciembre de 1950 se llevó a cabo una reunión en donde la FMF aprobó la Segunda División. La plaza de Zamora fue aceptada junto con los equipos de Zacatepec, Toluca, Irapuato, Querétaro, Morelia y Pachuca; de esta forma, quedó fundado oficialmente el Club Deportivo Zamora. En la primera temporada el equipo se destacó inmediatamente, logrando llegar al final del torneo en segundo lugar, solo abajo del campeón Zacatepec, que ganaría el derecho de ascenso bajo el mando de Ignacio Trelles.
Los siguientes tres años serían regulares para la institución, obteniendo dos sextos y un noveno lugar. En la temporada 1954-55, el conjunto zamorano terminó el torneo en el tercer puesto, solo detrás del Atlas y Cuatla, sin embargo, la FMF decidió incrementar el número de equipos en la Primera División de 12 a 14. Quitando al Atlas que obtuvo su ascenso directo; Cuautla, Zamora y Querétaro —siendo los tres equipos mejor posicionados de Segunda—; y el Atlante y Marte —que fueron los dos últimos lugares de Primera—, quedaron invitados a una Liguilla de Promoción para pelear los puestos de la máxima categoría. Al final, el Atlante permaneció en Primera, ascendieron el Club Zamora y el Cuautla, descendió el Club Deportivo Marte, y el Querétaro permaneció en Segunda División.

### Los ascensos a la Primera División
Es así, que en la temporada 1955-56 el Club Deportivo Zamora, con Enrique Álvarez como entrenador, prueba las mieles de la Primera División Mexicana, más pagaría el precio de su novatez y descendería esa misma temporada al obtener solo 14 puntos de 52 posibles, dejando su lugar al Club de Fútbol Monterrey y empezando así una de las relaciones más singulares del fútbol mexicano, pues las 2 ocasiones en que el Zamora descendió el Monterrey ascendió, mientras que la vez que el Monterrey descendió el Zamora ascendería.
En 1956-57 el club por fin lograría su primer título, estando en Segunda División y con el argentino Raúl Leguizamón como técnico. Con esto conseguiría el ascenso ocupando el lugar de Monterrey. En esa misma temporada el Puebla F. C. decide retirarse de competencia en el máximo circuito y deja su lugar al segundo lugar de la categoría de ascenso, que en este caso era el Atlético Morelia, siendo la primera ocasión en que 2 equipos michoacanos estarían en Primera División al mismo tiempo. A la postre, el equipo también obtendría el título de Campeón de Campeones de Segunda División frente al San Sebastián, quien en ese momento era el actual campeón de Copa.
El equipo volvería a descender en la temporada 1959-60 después de tres campañas que no pasaron de regulares. Su mejor posición la logró en la temporada 1957-58 cuando quedó en el séptimo lugar con 25 puntos, la siguiente campaña finalizaría en la posición nueve y en 1960 en décimo cuarto lugar por lo que terminaría relegado. Entre los jugadores con los que contó el equipo en esa época destacan los argentinos Carlos Sebille, Roberto Masciarelli, Antonio Bonezzi y Héctor D'Adderio, además de Sigifredo Mercado, Marrón y Memo Méndez.
Tres años más tarde disputó la Copa México de 1963-64 por primera vez en su historia, sin embargo, quedaría eliminado en la Primera Ronda por el Club Deportivo Nacional, con marcador de 3 goles a 1 a favor de los jaliscienses el 23 de febrero de 1964 en Guadalajara, y un empate a dos el 27 de febrero en Zamora de Hidalgo.

### Su tercer título
Después de 12 años, la escuadra zamorana ganaría el tercer título de su historia al coronarse en la Copa de la Segunda División en 1969 bajo el mando del uruguayo Humberto Buchelli. La final fue celebrada en León frente al Unión de Curtidores, en el tiempo reglamentario los conjuntos empataron a dos, con goles de "Javán" García y Refugio Fernández por parte del Zamora, mientras que por los locales anotarían Leonel Urbina y David Hernández. El encuentro se alargó a tiempos extras y sin romperse la igualdad, se tuvieron que tirar penales, los designados para ejecutar los tiros desde los once pasos fueron Fernández del Zamora y Preciado del cuadro de Curtidores, fue hasta la quinta serie de tres penales y después de 12 aciertos, que Preciado falló su primer disparo; de esta manera Zamora se proclamaría campeón. A su vez, en esa misma campaña lograría el cetro de Campeón de Campeones frente al Club Zacatepec.
En la temporada 1970-71, el club finalizó en la segunda posición detrás del puntero San Luis y se quedaría a solo 5 puntos de lograr el ascenso. Para el siguiente año, el torneo se dividió en dos grupos y los dos primeros lugares de cada uno se enfrentarían en una ronda de semifinales, Zamora terminó en la segunda posición de su grupo por lo que enfrentó al Atlas y nuevamente perdería la oportunidad de ascender al caer derrotado con un global de 6 a 2.

### El campeonato de Tercera División
El equipo terminó relegado a Tercera División, donde jugaría las temporadas 1976-77 y 1977-78, resultando campeón de esta última. Al volver a Segunda se le presenta otra oportunidad de volver a Primera, en la temporada 1982-1983 jugando la final de ascenso con el Unión de Curtidores, pero fracasaría de nueva cuenta; con marcador global de 1 a 0, el Unión regresaba a Primera.

## Datos del club

### Números totales
Estos son los números totales del Club Deportivo Zamora en Primera División Mexicana:
| JJ  | G  | E  | P  | GF  | GC  | Pts | DIF |
| 104 | 21 | 30 | 53 | 143 | 214 | 72  | -71 |

- JJ - Juegos Jugados
- G - Ganados
- E - Empatados
- P - Perdidos
- GF - Goles a Favor
- GC - Goles en Contra
- Pts - Puntos
- DIF - Diferencia de Goles

## Palmarés

### Torneos oficiales
| Competición nacional                                      | Títulos           | Subcampeonatos             |
| --------------------------------------------------------- | ----------------- | -------------------------- |
| Segunda División de México (1/3)                          | 1956-57.          | 1950-51, 1970-71, 1982-83. |
| Copa de la Segunda División de México (1)                 | 1969-70.          |                            |
| Campeón de Campeones de la Segunda División de México (2) | 1956-57, 1969-70. |                            |
| Tercera División de México (1)                            | 1977-78.          |                            |